# Independentistes dels Països Catalans
Independentistes dels Països Catalans (IPC, en español 'Independentistas de los Países Catalanes') fue una agrupación política que nació el año 1979 a raíz de la fusión entre dos formaciones políticas: el PSAN-Provisional y la Organització Socialista d'Alliberament Nacional (OSAN), una formación que consideraba el Rosellón su ámbito principal de acción, además de antiguos integrantes de Comunistes Catalans Independents (CCI). Carles Castellanos fue el dirigente más destacable. El 1981 se le unía el sector balear dirigido por Joan Quetgles. 
Mantuvo unas estrechas relaciones con otras formaciones independentistas, muy especialmente vascas (Herri Batasuna) y gallegas (Unión do Povo Galego). Su órgano fue Lluita (diferente del órgano homónimo editado por el PSAN-oficial). Promovió la formación, bien en solitario, bien con otras organizaciones independentistas, de una serie de plataformas sectorials de base amplia, como por ejemplo los Comitès de Solidaritat amb els Patriotes Catalans (CSPC), los Col·lectiu d'Obrers en Lluita (COLL), los Grups de Defensa de la Llengua, Dones Independentistes. 
A partir de 1983 participó en el proceso de formación de una organización independentista de masas, materializada el 1985 en el Moviment de Defensa de la Terra (MDT). Las tensiones entre IPC y el PSAN provocaron la ruptura del MDT el 1988, dividiéndose en dos plataformas del mismo nombre (MDT-PSAN y MDT-IPC). Posteriormente, se diluyó dentro el Movimento de Defensa de la Terra.
- Datos: Q3324180